# 罗斯派恩 (路易斯安那州)
罗斯派恩（英語：Rosepine），是美国路易斯安那州下属的一座城市。根据2010年美国人口普查，该市有人口1,692人。建置上，属于“town”。